# Latvenergo
Latvenergo — латвійська державна енергетична компанія. Генерує близько 70 % електроенергії країни, маючи фактично монопольне становище.

## Про компанію
До складу Latvenergo входять:
- Чотири гідроелектростанції: Плявинська ГЕС, Ризька ГЕС, Кегумська ГЕС та Айвіекстська ГЕС з загальною потужністю 1535 кВт;
- Дві ТЕЦ з електричною потужністю 474 МВт та тепловою потужністю 1525 МВт;
- Вітрова електростанція біля міста Айнажі з потужністю 1,2 МВт.

«Latvenergo» є материнською компанією підприємства з доставки електроенергії — Sadales tīkls та власника газотранспортної системи — Latvijas elektriskie tīkli, в той час як розподільча система керується за допомогою Augstsprieguma tīkls.
Компанія також є співвласником компанії Liepājas enerģija, у якої потужність 12 МВт та теплова потужність 427 МВт.